# Hylaeamys
A Hylaeamys az emlősök (Mammalia) osztályának rágcsálók (Rodentia) rendjébe, ezen belül a hörcsögfélék (Cricetidae) családjába tartozó nem.
A Hylaeamys-fajokat korábban az Oryzomys nembe sorolták.

## Rendszerezés
A nembe az alábbi 7 faj tartozik:
- Hylaeamys acritus (Emmons & Patton, 2005)
- Hylaeamys laticeps (Lund, 1840) - korábban Oryzomys laticeps
- Hylaeamys megacephalus (Fischer, 1814) - típusfaj; korábban Oryzomys megacephalus
- Hylaeamys oniscus Weksler, Percequillo, & Voss, 2006
- Hylaeamys perenensis (J. A. Allen, 1901) - korábban Oryzomys perenensis
- Hylaeamys tatei (Musser, Carleton, Brothers, & Gardner, 1998) - korábban Oryzomys tatei
- Hylaeamys yunganus (Thomas, 1902) - korábban Oryzomys yunganus